# 阿通伊奇烏納昆卡山
14°30′09″S 70°59′57″W / 14.50250°S 70.99917°W
阿通伊奇烏納昆卡山（Hatun Ichhuna Kunka），是秘魯的山峰，位於該國南部，由拉約區和聖羅薩區負責管轄，屬於拉亞山脈的一部分，海拔高度約5,000米。